# 世界自転車選手権男子スプリント歴代優勝者
世界自転車選手権男子スプリント歴代優勝者（せかいじてんしゃせんしゅけんだんしすぷりんとれきだいゆうしょうしゃ、UCI Track Cycling World Championships – Men's sprint Medalists）は1895年以降行われている世界選手権自転車競技大会・男子スプリントの歴代優勝者及び1995年以降行われているチームスプリントの歴代優勝チームをはじめ、3位までに入賞を果たした選手を一覧にしたものである。

## 個人スプリント
| 選手権                              | 金                               | 銀                               | 銅                                |
| ----------------------------------- | -------------------------------- | -------------------------------- | --------------------------------- |
| 1895                                | ロベール・プロタン               | A. バンカー・ジョージ            | エミール・ヒュー                  |
| 1896                                | ポール・ブリヨン                 | F. バーデン・チャールズ          | エドモン・ジャクラン              |
| 1897                                | ウィリー・アレント               | F. バーデン・チャールズ          | ポール・マソン                    |
| 1898                                | A. バンカー・ジョージ            | フランツ・ベレーイエン           | エドモン・ジャクラン              |
| 1899                                | ウォルター・テイラー・マーシャル | トム・ブットラー                 | ガストン・クールベ・ドレロン      |
| 1900                                | エドモン・ジャクラン             | ハリー・メイヤース               | ウイリー・アレント                |
| 1901                                | トーワルド・エレガード           | エドモン・ジャクラン             | グスタフ・シリング                |
| 1902                                | トーワルド・エレガード(2)        | ハリー・メイヤース               | ピエトロ・ビクシオ                |
| 1903                                | トーワルド・エレガード(3)        | ウイリー・アレント               | ハリー・メイヤース                |
| 1904                                | イバー・ローソン                 | トーワルド・エレガード           | ヘンリ・メイヤー                  |
| 1905                                | ガブリエ・プーラン               | トールバルト・エレガード         | ヘンリ・メイヤー                  |
| 1906                                | トーワルド・エレガード(4)        | ガブリエ・プーラン               | エミール・フリオ                  |
| 1907                                | エミール・フリオ                 | ヘンリ・メイヤー                 | ウォルター・ルット                |
| 1908                                | トーワルド・エレガード(5)        | ガブリエ・プーラン               | チャールズ=ルイス・バンデンボルン |
| 1909                                | ビクトール・デュプレ             | ガブリエ・プーラン               | ウォルター・ルット                |
| 1910                                | エミール・フリオ(2)              | トーワルド・エレガード           | ウォルター・ルット                |
| 1911                                | トーワルド・エレガード(6)        | レオン・オリエール               | ジュリアン・プショワ              |
| 1912                                | フランク・クラマー               | アルフレッド・グレンダ           | アンドレ・ペルシコ                |
| 1913                                | ウォルター・ルット               | トーワルド・エレガード           | アンドレ・ペルシコ                |
| 1920                                | ロバート・スピアース             | エルネスト・コーフマン           | J. ベイリー・ウイリアム           |
| 1921                                | ピート・ムスコプス               | ロバート・スピアース             | ピエール・セルジャン              |
| 1922                                | ピート・ムスコプス(2)            | ロバート・スピアース             | アロワ・デ・グラフ                |
| 1923                                | ピート・ムスコプス(3)            | ガブリエ・プーラン               | エルネスト・コーフマン            |
| 1924                                | ピート・ムスコプス(4)            | エルネスト・コーフマン           | モーリス・シレ                    |
| 1925                                | エルネスト・コーフマン           | モーリス・シレ                   | リュシアン・ミシャール            |
| 1926                                | ピート・ムスコプス(5)            | セザール・モレッティ             | リュシアン・ミシャール            |
| 1927                                | リュシアン・ミシャール           | エルネスト・コーフマン           | リュシアン・フォショー            |
| 1928                                | リュシアン・ミシャール(2)        | リュシアン・フォショー           | エルネスト・コーフマン            |
| 1929                                | リュシアン・ミシャール(3)        | ピート・ムスコプス               | エルネスト・コーフマン            |
| 1930                                | リュシアン・ミシャール(4)        | ピート・ムスコプス               | オルランド・ピアーニ              |
| 1931                                | ウィリー・ファルクハンセン       | リュシアン・ミシャール           | ジェフ・シェーレン                |
| 1932                                | ジェフ・シェーレン               | リュシアン・ミシャール           | マティアス・エンゲル              |
| 1933                                | ジェフ・シェーレン(2)            | リュシアン・ミシャール           | アルベルト・リヒター              |
| 1934                                | ジェフ・シェーレン(3)            | アルベルト・リヒター             | ルイ・ジェラルダン                |
| 1935                                | ジェフ・シェーレン(4)            | アルベルト・リヒター             | ルイ・ジェラルダン                |
| 1936                                | ジェフ・シェーレン(5)            | ルイ・ジェラルダン               | アルベルト・リヒター              |
| 1937                                | ジェフ・シェーレン(6)            | アリー・ファンフリート           | アルベルト・リヒター              |
| 1938                                | アリー・ファンフリート           | ジェフ・シェーレン               | アルベルト・リヒター              |
| 1939                                | 決勝戦不成立                     | 決勝戦不成立                     | アルベルト・リヒター              |
| 1946                                | ヤン・デルクセン                 | ジョルジュ・センフレーベン       | アリー・ファンフリート            |
| 1947                                | ジェフ・シェーレン(7)            | ルイ・ジェラルダン               | ジョルジュ・センフレーベン        |
| 1948                                | アリー・ファンフリート(2)        | ルイ・ジェラルダン               | ジョルジュ・センフレーベン        |
| 1949                                | レジナルド・ハリス               | ヤン・デルクセン                 | アリー・ファンフリート            |
| 1950                                | レジナルド・ハリス(2)            | アリー・ファンフリート           | ヤン・デルクセン                  |
| 1951                                | レジナルド・ハリス(3)            | ジャック・ベレンゲ               | シドニー・パターソン              |
| 1952                                | オスカル・プラットナー           | ジョルジュ・センフレーベン       | ヤン・デルクセン                  |
| 1953                                | アリー・ファンフリート(3)        | エンツォ・サッキ                 | レジナルド・ハリス                |
| 1954                                | レジナルド・ハリス(4)            | アリー・ファンフリート           | エンツォ・サッキ                  |
| 1955                                | アントニオ・マスペス             | オスカル・プラットナー           | アリー・ファンフリート            |
| 1956                                | アントニオ・マスペス(2)          | レジナルド・ハリス               | オスカル・プラットナー            |
| 1957                                | ヤン・デルクセン(2)              | アリー・ファンフリート           | ロジェ・ガニャール                |
| 1958                                | ミシェル・ルソー                 | エンツォ・サッキ                 | アントニオ・マスペス              |
| 1959                                | アントニオ・マスペス(3)          | ミシェル・ルソー                 | ヤン・デルクセン                  |
| 1960                                | アントニオ・マスペス(4)          | オスカル・プラットナー           | ヨー・デバッカー                  |
| 1961                                | アントニオ・マスペス(5)          | ミシェル・ルソー                 | ヨー・デバッカー                  |
| 1962                                | アントニオ・マスペス(6)          | サンテ・ガイアルドーニ           | オスカル・プラットナー            |
| 1963                                | サンテ・ガイアルドーニ           | アントニオ・マスペス             | ヨー・デバッカー                  |
| 1964                                | アントニオ・マスペス(7)          | ロン・バエンシュ                 | ヨー・デバッカー                  |
| 1965                                | ジュゼッペ・ベゲット             | パトリック・セルキュ             | ロン・バエンシュ                  |
| 1966                                | ジュゼッペ・ベゲット(2)          | ロン・バエンシュ                 | サンテ・ガイアルドーニ            |
| 1967                                | パトリック・セルキュ             | ジュゼッペ・ベゲット             | アンジェロ・ダミアーノ            |
| 1968                                | ジュゼッペ・ベゲット(3)          | パトリック・セルキュ             | ジョバンニ・ペテネッラ            |
| 1969                                | パトリック・セルキュ(2)          | ロベルト・バンランケル           | サンテ・ガイアルドーニ            |
| 1970                                | ゴードン・ジョンソン             | サンテ・ガイアルドーニ           | レイン・ロフェシン                |
| 1971                                | レイン・ロフェサン               | ロベルト・バンランケル           | ジョルダーノ・トリニー            |
| 1972                                | ロベルト・バンランケル           | ゴードン・ジョンソン             | ジョルダーノ・トリニー            |
| 1973                                | ロベルト・バンランケル(2)        | ジョルダーノ・トリニー           | エツィオ・カルディ                |
| 1974                                | ペダー・ペダーセン               | ジョン・ニコルソン               | ロベルト・バンランケル            |
| 1975                                | ジョン・ニコルソン               | ペダー・ペダーセン               | 阿部良二                          |
| 1976                                | ジョン・ニコルソン(2)            | ジョルダーノ・トリニー           | 菅田順和                          |
| 1977                                | 中野浩一                         | 菅田順和                         | ジョン・ニコルソン                |
| 1978                                | 中野浩一(2)                      | ディター・ベルクマン             | 菅野良信                          |
| 1979                                | 中野浩一(3)                      | ディター・ベルクマン             | ミシェル・バルタン                |
| 1980                                | 中野浩一(4)                      | 尾崎雅彦                         | ダニエル・モレロン                |
| 1981                                | 中野浩一(5)                      | ゴードン・シングルトン           | 高橋健二                          |
| 1982                                | 中野浩一(6)                      | ゴードン・シングルトン           | ヤーベ・カール                    |
| 1983                                | 中野浩一(7)                      | ヤーベ・カール                   | オクタビオ・ダザン                |
| 1984                                | 中野浩一(8)                      | オクタビオ・ダザン               | ヤーベ・カール                    |
| 1985                                | 中野浩一(9)                      | 松枝義幸                         | オクタビオ・ダザン                |
| 1986                                | 中野浩一(10)                     | 松井英幸                         | 俵信之                            |
| 1987                                | 俵信之                           | 松井英幸                         | クラウディオ・ゴリネリ            |
| 1988                                | ステファン・ペイト               | 失格につき該当なし               | 俵信之                            |
| 1989                                | クラウディオ・ゴリネリ           | 神山雄一郎                       | 松井英幸                          |
| 1990                                | ミカエル・ヒュープナー           | クラウディオ・ゴリネリ           | ステファン・ペイト                |
| 1991                                | 失格につき該当なし               | ファブリス・コラ                 | 失格につき該当なし                |
| 1992                                | ミカエル・ヒュープナー(2)        | フレデリック・マニェ             | エリック・ショーフ                |
| 1993                                | ゲリー・ネイワンド               | ミカエル・ヒュープナー           | アイク・ポコロニー                |
| 1994                                | マーティ・ノースタイン           | ダリン・ヒル                     | ミカエル・ヒュープナー            |
| 1995                                | ダリン・ヒル                     | カーチス・ハーネット             | フレデリック・マニェ              |
| 1996                                | フロリアン・ルソー               | マーティ・ノースタイン           | ダリン・ヒル                      |
| 1997                                | フロリアン・ルソー(2)            | イエンス・フィードラー           | ダリン・ヒル                      |
| 1998                                | フロリアン・ルソー(3)            | イエンス・フィードラー           | ローラン・ガネ                    |
| 1999                                | ローラン・ガネ                   | イエンス・フィードラー           | フロリアン・ルソー                |
| 2000                                | ヤン・ファンアイデン             | ローラン・ガネ                   | 3位決定戦行われず                 |
| 2001                                | アルノー・トゥルナン             | ローラン・ガネ                   | フロリアン・ルソー                |
| 2002                                | ショーン・イーディー             | ジョビー・ダイカ                 | フロリアン・ルソー                |
| 2003                                | ローラン・ガネ(2)                | ジョビー・ダイカ                 | レネ・ウォルフ                    |
| 2004                                | テオ・ボス                       | ローラン・ガネ                   | ライアン・ベイリー                |
| 2005                                | レネ・ウォルフ                   | ミカエル・ブルガン               | ジョビー・ダイカ                  |
| 2006                                | テオ・ボス(2)                    | クレイグ・マクリーン             | シュテファン・ニムケ              |
| 2007                                | テオ・ボス(3)                    | グレゴリー・ボジェ               | ミカエル・ブルガン                |
| 2008                                | クリス・ホイ                     | ケヴィン・シロー                 | ミカエル・ブルガン                |
| 2009                                | グレゴリー・ボジェ               | アジズル・ハスニ・アウァン       | ケヴィン・シロー                  |
| 2010                                | グレゴリー・ボジェ(2)            | シェーン・パーキンス             | ケヴィン・シロー                  |
| 2011 アペルドールン                 | ジェイソン・ケニー (GBR)         | クリス・ホイ (GBR)               | ミカエル・ブルガン (FRA)          |
| 2012 メルボルン                     | グレゴリー・ボジェ (FRA)         | ジェイソン・ケニー (GBR)         | クリス・ホイ (GBR)                |
| 2013 ミンスク                       | シュテファン・ベティヒャー (GER) | デニス・ドミトリエフ (RUS)       | フランソワ・ペルヴィス (FRA)      |
| 2014 カリ                           | フランソワ・ペルヴィス (FRA)     | シュテファン・ベティヒャー (GER) | デニス・ドミトリエフ (RUS)        |
| 2015 イヴリーヌ                     | グレゴリー・ボジェ (FRA)         | デニス・ドミトリエフ (RUS)       | クエンティン・ラファルグ (FRA)    |
| 2016 ロンドン                       | ジェイソン・ケニー (GBR)         | マシュー・グレーツァー (AUS)     | デニス・ドミトリエフ (RUS)        |
| 2017 香港                           | デニス・ドミトリエフ (RUS)       | ハリー・ラブレイセン (NED)       | イーサン・ミッチェル (NZL)        |
| 2018 アペルドールン                 | マシュー・グレーツァー (AUS)     | ジャック・カーリン (GBR)         | セバスチャン・ヴィジエ (FRA)      |
| 2019 プルシュクフ                   | ハリー・ラブレイセン (NED)       | ジェフリー・ホーフラント (NED)   | マテウシュ・ルディク (POL)        |
| 2020 ベルリン                       | ハリー・ラブレイセン (NED)       | ジェフリー・ホーフラント (NED)   | アジズル・ハスニ・アウァン (MAS)  |
| 2021 Roubaix 詳細                   | ハリー・ラブレイセン (NED)       | Jeffrey Hoogland (NED)           | Sébastien Vigier (FRA)            |
| 2022 Saint-Quentin-en-Yvelines 詳細 | ハリー・ラブレイセン (NED)       | Matthew Richardson (AUS)         | Matthew Glaetzer (AUS)            |
| 2023 Glasgow 詳細                   | ハリー・ラブレイセン (NED)       | Nicholas Paul (TTO)              | Jack Carlin (GBR)                 |
| 2024 Ballerup 詳細                  | ハリー・ラブレイセン (NED)       | Jeffrey Hoogland (NED)           | 太田海也 (JPN)                    |

※1992年まではプロ、1993年以降はオープン

## チームスプリント
| 年   | 優勝                                                                                           | 2位                                                                                 | 3位                                                                                   |
| ---- | ---------------------------------------------------------------------------------------------- | ----------------------------------------------------------------------------------- | ------------------------------------------------------------------------------------- |
| 1995 | ドイツ ヤン・ファンアイデン ミカエル・ヒュープナー イエンス・フィードラー                      | フランス ベノワ・ヴェトゥー フロリアン・ルソー エルベ・チュエ                       | アメリカ合衆国 マーティ・ノースタイン エリン・ハートウエル ウイリアム・クレイ         |
| 1996 | オーストラリア ダリン・ヒル シェーン・ケリー ゲリー・ネイワンド                                | ドイツ ミカエル・ヒュープナー イエンス・フィードラー セーレン・ロースベルク         | フランス ローラン・ガネ フロリアン・ルソー エルベ・チュエ                             |
| 1997 | フランス ビンセント・ルケレ フロリアン・ルソー アルノー・トゥルナン                            | ドイツ セーレン・ロースベルク アイク・ポコロニー ヤン・ファンアイデン               | オーストラリア ダニー・デイ シェーン・ケリー ショーン・イーディー                     |
| 1998 | フランス ビンセント・ルケレ フロリアン・ルソー アルノー・トゥルナン                            | オーストラリア ダニー・デイ シェーン・ケリー グラハム・シャーマン                   | ドイツ セーレン・ロースベルク シュテファン・ニムケ アイク・ポコロニー                 |
| 1999 | フランス ローラン・ガネ フロリアン・ルソー アルノー・トゥルナン                                | イギリス クリス・ホイ クレイグ・マクリーン ジェイソン・クアリー                     | ドイツ セーレン・ロースベルク シュテファン・ニムケ アイク・ポコロニー                 |
| 2000 | フランス ローラン・ガネ フロリアン・ルソー アルノー・トゥルナン                                | イギリス クリス・ホイ クレイグ・マクリーン ジェイソン・クアリー                     | スペイン ホセアントニオ・ビラヌエバ ホセアントニオ・エスクレド サルヴァドール・メリア |
| 2001 | フランス ローラン・ガネ フロリアン・ルソー アルノー・トゥルナン                                | オーストラリア ジョビー・ダイカ ライアン・ベイリー ショーン・イーディー             | イギリス クリス・ホイ クレイグ・マクリーン ジェイソン・クアリー                       |
| 2002 | イギリス ジェミー・スタッフ クリス・ホイ クレイグ・マクリーン                                  | オーストラリア ジョビー・ダイカ ライアン・ベイリー ショーン・イーディー             | ドイツ イエンス・フィードラー セーレン・ロースベルク カルステン・ベルゲマン           |
| 2003 | ドイツ カルステン・ベルゲマン レネ・ウォルフ イエンス・フィードラー                            | フランス ローラン・ガネ ミカエル・ブルガン アルノー・トゥルナン                     | イギリス クレイグ・マクリーン クリス・ホイ ジェミー・スタッフ                         |
| 2004 | フランス ミカエル・ブルガン ローラン・ガネ アルノー・トゥルナン                                | スペイン ホセアントニオ・エスクレド サルバトール・メリア ホセアントニオ・ビラヌエバ | イギリス クレイグ・マクリーン クリス・ホイ ジェミー・スタッフ                         |
| 2005 | イギリス クリス・ホイ ジェイソン・クアリー ジェミー・スタッフ                                  | オランダ テオ・ボス テーン・ムルダー ティム・フェルト                               | ドイツ マティアス・ジョン レネ・ウォルフ シュテファン・ニムケ                         |
| 2006 | フランス グレゴリー・ボジェ ミカエル・ブルガン アルノー・トゥルナン                            | イギリス クリス・ホイ クレイグ・マクリーン ジェミー・スタッフ                       | オーストラリア ライアン・ベイリー シェーン・ケリー シェーン・パーキンス）             |
| 2007 | フランス グレゴリー・ボジェ ミカエル・ブルガン アルノー・トゥルナン                            | イギリス クリス・ホイ クレイグ・マクリーン ロス・エドガー                           | ドイツ ロベルト・フェルステマン シュテファン・ニムケ マクシミリアン・レヴィ           |
| 2008 | フランス グレゴリー・ボジェ ケヴィン・シロー アルノー・トゥルナン                              | イギリス ロス・エドガー クリス・ホイ ジェミー・スタッフ                             | オランダ テオ・ボス テーン・ムルダー ティム・フェルト                                 |
| 2009 | フランス グレゴリー・ボジェ ミカエル・ブルガン ケヴィン・シロー                                | イギリス マシュー・クランプトン ジェイソン・ケニー ジェミー・スタッフ               | ドイツ レネ・エンダース ローベルト・フェルステマン シュテファン・ニムケ               |
| 2010 | ドイツ マキシミリアン・レヴィ ローベルト・フェルステマン シュテファン・ニムケ                  | フランス グレゴリー・ボジェ ミカエル・ダルメダ ケヴィン・シロー                     | イギリス ロス・エドガー クリス・ホイ ジェイソン・ケニー                               |
| 2011 | ドイツ レネ・エンダース マキシミリアン・レヴィ シュテファン・ニムケ                            | イギリス クリス・ホイ マシュー・クランプトン ジェイソン・ケニー                     | オーストラリア ダニエル・エリス マシュー・グレーツァー ジェイソン・ニブレット         |
| 2012 | オーストラリア シェーン・パーキンス スコット・サンダーランド マシュー・グレーツァー            | フランス グレゴリー・ボジェ ケヴィン・シロー ミカエル・ダルメダ                     | ニュージーランド イーサン・ミッチェル サム・ウェブスター エドワード・ドーキンス       |
| 2013 | イギリス レネ・エンダース シュテファン・ベティヒャー マキシミリアン・レヴィ                    | ニュージーランド イーサン・ミッチェル サム・ウェブスター エドワード・ドーキンス     | フランス フランソワ・ペルヴィス ジュリアン・パルマ ミカエル・ダルメダ                 |
| 2014 | ニュージーランド イーサン・ミッチェル サム・ウェブスター エドワード・ドーキンス                | イギリス レネ・エンダース ローベルト・フェルステマン マキシミリアン・レヴィ         | フランス グレゴリー・ボジェ ケヴィン・シロー ミカエル・ダルメダ                       |
| 2015 | フランス グレゴリー・ボジェ ミカエル・ダルメダ ケヴィン・シロー                                | ニュージーランド エドワード・ドーキンス イーサン・ミッチェル サム・ウェブスター     | イギリス レネ・エンダース ヨアヒム・アイラース ローベルト・フェルステマン             |
| 2016 | ニュージーランド イーサン・ミッチェル サム・ウェブスター エドワード・ドーキンス                | オランダ ニルス・ファント・フンデルダール ジェフリー・ホーフラント フーゴ・ハーク   | フランス グレゴリー・ボジェ ケヴィン・シロー ミカエル・ダルメダ                       |
| 2017 | ニュージーランド イーサン・ミッチェル サム・ウェブスター エドワード・ドーキンス                | オランダ マタイス・ブフリ ジェフリー・ホーフラント ハリー・ラブレイセン             | フランス ベンジャミン・エデリン クエンティン・ラファルグ セバスチャン・ヴィジエ       |
| 2018 | オランダ ニルス・ファント・フンデルダール ハリー・ラブレイセン ジェフリー・ホーフラント        | イギリス ジャック・カーリン ライアン・オーウェンス ジェイソン・ケニー               | フランス フランソワ・ペルヴィス セバスチャン・ヴィジエ クエンティン・ラファルグ       |
| 2019 | オランダ ロイ・ファンデンベルグ ハリー・ラブレイセン ジェフリー・ホーフラント                  | フランス グレゴリー・ボジェ セバスチャン・ヴィジエ クエンティン・ラファルグ         | ロシア アレクサンダー・シャラポフ デニス・ドミトリエフ パベル・ヤクシェフスキー       |
| 2020 | オランダ ロイ・ファンデンベルグ ハリー・ラブレイセン ジェフリー・ホーフラント マタイス・ブフリ | イギリス ライアン・オーウェンズ ジャック・カーリン ジェイソン・ケニー               | オーストラリア トーマス・コーニッシュ ネイサン・ハート マシュー・リチャードソン       |

## 備考
1. ↑  France's Grégory Baugé originally won the gold medal, but was stripped of that title in January 2012, with the other riders in the final round promoted to the respective medal positions.[1]

1. ↑  Stokes, Shane (2012年1月6日). “Kenny welcomes news as UCI confirms he’s upgraded to 2011 world track sprint champion”. VeloNation (VeloNation LLC) 2012年1月7日閲覧。